# Фреднови
Фреднови (пол. Frednowy, нім. Frödenau) — село в Польщі, у гміні Ілава Ілавського повіту Вармінсько-Мазурського воєводства.
Населення — 607 осіб (2011).
У 1975-1998 роках село належало до Ольштинського воєводства.

## Демографія
Демографічна структура станом на 31 березня 2011 року:
|          | Загалом | Допрацездатний вік | Працездатний вік | Постпрацездатний вік |
| -------- | ------- | ------------------ | ---------------- | -------------------- |
| Чоловіки | 299     | 70                 | 214              | 15                   |
| Жінки    | 308     | 72                 | 194              | 42                   |
| Разом    | 607     | 142                | 408              | 57                   |